# Inoue Kaoru

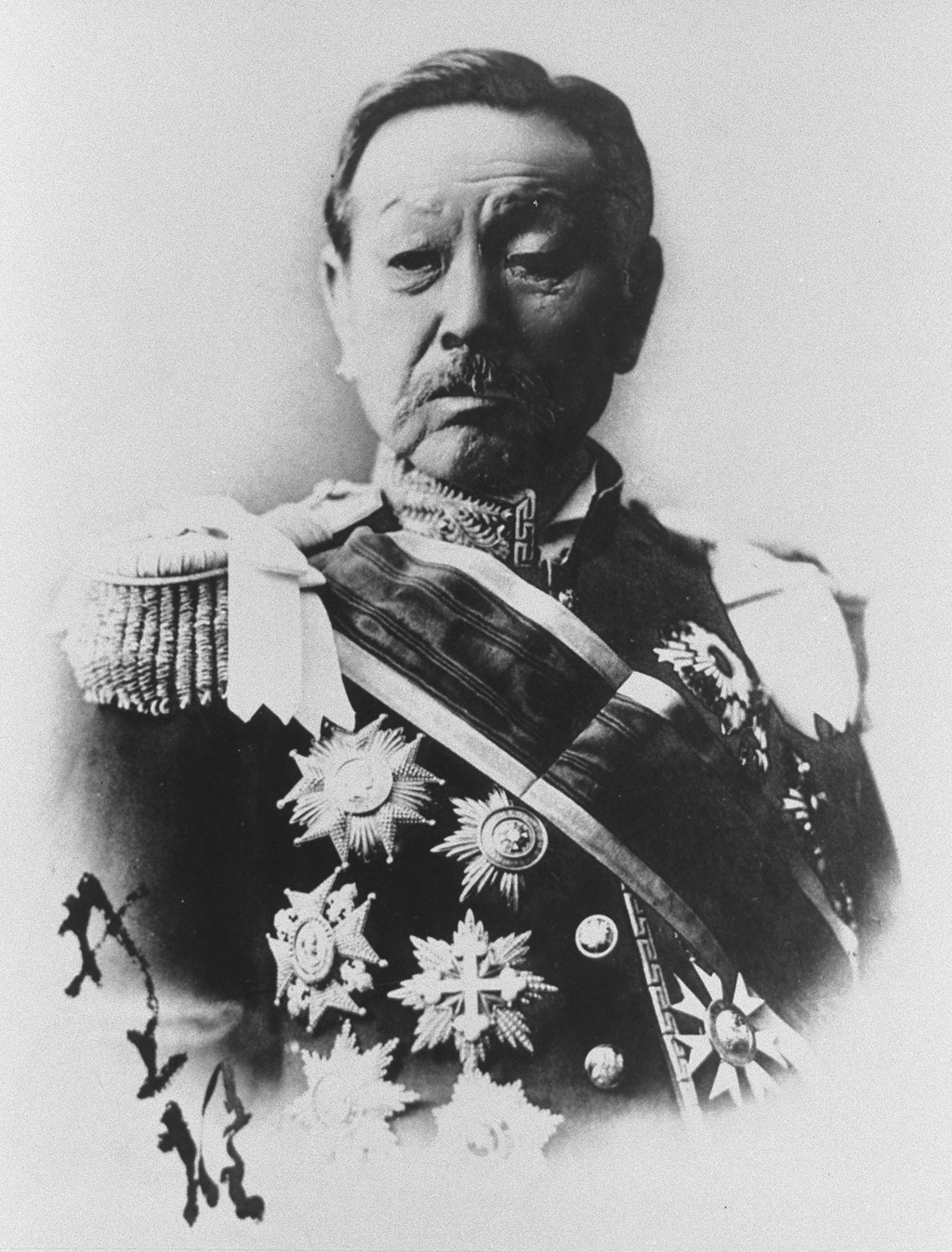

Inoue Kaoru gróf (japánul: 井上 馨) (1836. január 16. – 1915. szeptember 1.) Meidzsi-kori japán politikus, csósúi szamurájcsalád sarja, a szonnó dzsói mozgalom résztvevője, később azonban Angliában tanult, majd többekkel együtt létrehozta a Tokugava-sógunátus megdöntését célzó Szacuma–Csósú szövetséget. A modernizálási törekvések apostolaként különböző miniszteri tisztségeket töltött be (az 1880-as években például a külügyit, de hiába folytatott szélsőségesen nyugatbarát politikát, az 1850-es évek óta a nyugati államokkal kötött „egyenlőtlen szerződéseket” nem tudta megváltoztatni), s mivel a szárnyra kapó üzleti világgal (Mitsui) is jó kapcsolatai voltak, 1901 után mint a genró tagja a kormányzat befolyásos pénzügyi tanácsadójának számított.